# 天山広吉
天山 広吉（てんざん ひろよし、1971年3月23日 - ）は、日本の男性プロレスラー。京都府京都市出身。新日本プロレス所属。血液型O型。本名および旧リングネームは山本 広吉（やまもと ひろよし）。

## 来歴

### 新日本プロレス

#### キャリア初期
京都市立北野中学校、京都府立山城高等学校卒業、学生時代はボディビルとバスケットボールに打ち込み、新日本プロレス学校を経て、1990年5月に新日本プロレスに入門。1991年1月11日、今治市公会堂大会にて、本名の山本広吉として松田納（のちのエル・サムライ）戦でデビューを飾る。その後は同時期にデビューした小島聡とのタッグで前座戦線を沸かせてきた。
1993年3月、若手選手を中心としたリーグ戦、ヤングライオン杯に出場。リーグ戦で勝利を積み重ねていき、23日の決勝戦で対戦した西村修から勝利を収め、同大会を優勝。6月より海外武者修行のため、グラーツを本拠地とするオットー・ワンツ主宰のCWAに参戦。7月と10月にランス・ストームを下し、CWA世界ジュニアヘビー級王座に2度戴冠する活躍を遂げた。現地では日本人ヒールとして、ヒロ・ヤマモト（Hiro Yamamoto）をリングネームに、世界ヘビー級王者のランボーをはじめ、デビッド・テイラー、トニー・セント・クレアー、ミレ・ツルノ、アレックス・ライトらと対戦し、フィット・フィンレー、ブルーザー・マスティーノ、リップ・モーガンなどとタッグを組んだ。
その後、カルガリーの大剛鉄之助の元で肉体改造を行い、1995年1月4日、凱旋帰国に合わせてリングネームを天山広吉と改め、中西学とシングルマッチで対戦し勝利を収めた。2月4日、橋本真也の保持するIWGPヘビー級王座に挑戦。敗れはしたものの、23歳9か月での挑戦は当時の最年少挑戦記録を打ち立てており、その将来性を高く買われていた。

#### 狼群団 - nWo JAPAN時代
その後、天山は越中詩郎が率いる平成維震軍から再三に渡って勧誘を受け、2月12日、後楽園ホール大会昼興行にて勧誘に対する返事を聞かせてほしいと、越中に呼び込まれる形で私服姿でリング上に登場した。越中と握手をすると見せかけて、モンゴリアン・チョップを見舞い維震軍入りを拒否。直後に維震軍の一員である小原道由が現われ、そのまま小原とシングルマッチに流れ込む。試合を終始圧倒して勝利を収めた。そしてこの日のメインイベント終了後に再び姿を見せ、リング上にいる選手らを蹴散らかすと直後に登場した蝶野正洋と結託。同日、天山は後楽園大会夜興行にて蝶野 & ヒロ斎藤とのトリオで長州力 & 橋本 & 平田淳嗣組と対戦し、ダイビング・ヘッドバットで長州からピンフォール勝ちを収めるという番狂わせを起こすと、蝶野 & ヒロ & サブゥーらと共に狼群団を結成。一躍してトップレスラーたちの仲間入りを果たした。以降、天山は新日本本隊と抗争を繰り広げ、6月12日、蝶野とのタッグで空位となったIWGPタッグ王座を賭けて橋本 & 平田組と対戦。この試合に勝利を収め、第25代王者組に戴冠する。同年のプロレス大賞では蝶野と共に最優秀タッグ賞を受賞するに至った。
1997年より蝶野が指揮を執るヒール・ユニット、nWo JAPANのメンバーとして合流する。同年8月より開催されたG1では準優勝という戦績を残した。しかし1998年10月、蝶野が怪我で離脱し代理で指揮を執る武藤敬司がnWoに小島を勧誘する行為に対して異を唱え、チーム内で亀裂が生じていった。それでも問題が解決しないまま、11月に開催されたSG TAG LEAGUEでは、nWoスティングとのタッグで出場。25日、公式戦にて対戦した武藤 & 小島組との戦いを通じて小島のことを認めて和解する。天山はこれをキッカケに小島とタッグチーム、テンコジを結成した。翌1999年1月4日東京ドーム大会では同タッグで、天龍源一郎 & 越中詩郎組が保持するIWGPタッグ王座を奪取し、第36代王者組に戴冠する。以降小島と共にタッグ戦線を大いに賑わし、数々のタッグチームを相手にしのぎを削り、2000年のプロレス大賞では最優秀タッグ賞を受賞、2001年11月より開幕したG1 TAG LEAGUEに優勝するといった活躍を見せてきたが2002年に小島の全日本プロレス移籍が発表され、同年1月24日の試合を最後にテンコジとしての活動を休止。その後は再び蝶野と組むようになり始めた。

#### 2003年 - 2005年
2003年8月、G1 CLIMAXに出場。これまで何度も優勝候補に挙げられるも、後一歩で手が届かなかった天山は一念発起して、再びカルガリーの大剛の元で肉体改造を行い、凱旋帰国を果たす。また、コスチュームも従来の黒から赤を基調としたものに変更し髪を黒髪に染めた。G1では初戦こそプロレスリング・ノアの秋山準に敗北を喫するも、その後は勝利を積み重ねて決勝トーナメントに進出。準決勝戦で高山善廣を制し、決勝戦で再び秋山と対戦した。遠征先のカルガリーにて開発した新技、アナコンダバイスで秋山からギブアップ勝ちを収め、優勝を果たした。また、10月に行われたG1 TAG LEAGUEでは西村修とのタッグで優勝する。11月3日には高山が保持するIWGPヘビー級王座に挑戦し奪取し、第33代王者に戴冠。自身初となるIWGP王座の戴冠となったが12月9日に行われた初防衛戦で中邑真輔に敗戦し、短命政権に終わった。
2004年2月15日、中邑の怪我により返上されたIWGPヘビー級王座決定トーナメントにエントリー。決勝戦で天龍を制し、第35代王者に返り咲いた。8月に開催されたG1では新・闘魂三銃士と称された中邑、柴田勝頼、棚橋弘至らを決勝トーナメントで順に3連勝して史上二人目となるG1連覇の偉業を成し遂げる。12月5日、全日本プロレスに参戦し、川田利明の保持する三冠ヘビー級王座に初挑戦。12月のプロレス大賞では敢闘賞を受賞した。
2005年2月20日、小島の保持する三冠ヘビー級王座と自身が保持するIWGPヘビー級王座を賭けたダブルタイトルマッチで小島と対戦。試合時間残り15秒となったところで、脱水症状によるK.O.負けを喫した。試合終了後に都内の病院に搬送され、検査の結果、意識消失発作と診断された。5月14日東京ドーム大会にて、小島と再戦し勝利を収めてIWGP王座を奪取するも、7月18日の防衛戦で対戦した藤田和之に敗戦し王座から陥落した。

#### 2006年 - 2008年
2006年8月、G1ではリーグ戦を全勝で飾り、決勝戦で小島と対戦。これに勝利を収めて3度目の優勝及び全勝優勝の快挙を成し遂げた。その後、タッグパートナーである蝶野との確執が起きてしまいタッグを解消した。10月、真壁刀義、越中詩郎らと共にヒール・ユニット、G・B・Hを結成する。後に真壁 & 越中と抗争を繰り広げていた矢野通 & 石井智宏をメンバーとして引き入れ、蝶野率いるBlackと抗争を繰り広げる。12月、全日本プロレス主催のタッグリーグ、世界最強タッグ決定リーグ戦にテンコジとして出場し優勝を果たした。
2007年に入り、天山はG・B・Hのリーダーとして引き続きチームを引っ張っていたが前年12月に負傷した首の状態が最悪であることが発覚、この影響で8月に開幕したG1では2勝3敗と負け越しに終わる。同月12日にはG・B・Hを離脱した越中からピンフォール負けを喫し、試合後のコメントで天山は「リングが怖い」と弱音を吐く姿が見られた。10月8日、EXPLOSION '07にて嘗ての付き人である後藤洋央紀とシングルマッチで対戦したが試合終盤、後藤の変形バックブリーカーを喰らい頸椎を損傷してしまう。最後は後藤の昇天でピンフォール負けを喫し、長期欠場へと追い込まれた。
2008年2月17日、天山は邪道 & 外道 & 石井とのカルテットでレジェンド（蝶野 & 長州 & 越中 & スーパー・ストロング・マシン）と対戦するも、石井が蝶野にピンフォールを奪われ敗戦した。試合後、天山は味方の三人から袋叩きに遭い追放された。3月9日、NEW JAPAN CUP（以下「NJC」と表記）に出場、一回戦で石井と対戦して勝利。試合後、またしてもG・B・Hのメンバーによる攻撃を受けるが、この状況を見かねた新日本本隊の飯塚高史が天山の救出に駆け付け、事無きを得た。最初こそ飯塚を冷たくあしらっていた天山だったが、15日豊岡大会で握手を交わし共闘を宣言。その後、飯塚とのタッグを友情タッグと命名し、3月30日、NEW DIMENSIONにてIWGPタッグ王者組のモースト・ヴァイオレンス・プレイヤーズ（真壁 & 矢野）とノンタイトルマッチで対戦し勝利を収め、天山は試合後のコメントで同タッグ王座への挑戦をアピールした。4月27日、NEW JAPAN BRAVE最終戦で飯塚と共にIWGPタッグ王座に挑戦した。しかし、試合終盤に天山のパートナーである飯塚から裏切りのスリーパーホールドを極められてしまい、最後は真壁からピンフォール負けを喫した。
その後、天山を裏切りG・B・H入りを果たした飯塚と抗争を展開していくも反則による不透明決着が連日続き、さらには天山のタッグパートナーである長州や蝶野からは厳しい言葉を浴びせられるなど次第に孤立していった。6月15日後楽園大会にて6人タッグマッチでG・B・Hと対戦したが、またしても反則裁定で終わり、試合後に真壁からランバージャック・デスマッチでの決着戦を要求され、同ルールで飯塚と対戦することが決定的となった。7月8日、NEW JAPAN TRILL最終戦で飯塚とランバージャック・デスマッチで対戦した。場外ではG・B・Hメンバーからの攻撃で流血、後半はレフェリーを不在にさせ無法地帯と化すも、最後は飯塚にアナコンダバイスを極めて勝利を収めた。試合後にG・B・Hによる攻撃を受ける中、天山の嘗ての盟友である小島が救援に駆けつけ、小島と固く握手を交わした。その後、天山は8月に開催されたG1に出場するも、試合後に幾度となく飯塚の襲撃に遭ってしまい因縁が再発。10月13日、DESTRUCTION'08にて飯塚と2度目のデスマッチとなるチェーン・デスマッチで対戦したが、飯塚にチェーンで絞首刑を受けたところを危険と見なされレフェリーストップ負けを喫した。
10月18日、G1 TAG LEAGUEに小島と共に出場 し、決勝戦で真壁 & 矢野組から勝利を収め優勝。全日本主催の世界最強タッグ決定リーグ戦では諏訪魔 & 近藤修司組を破り2年ぶりの優勝を果たし、初のメジャー団体タッグリーグ戦両制覇を成し遂げた。その後、翌年に開催されるレッスルキングダムIIIにてIWGPタッグ王座に挑戦を表明したが、12月29日に右目の上半分が見えなくなるという異常を訴え、網膜剥離と診断され欠場を余儀なくされた。

#### 2009年 - 2010年
2009年5月3日、天山はレスリングどんたく 2009にて復帰戦を行い、小島と共にBAD INTENTIONS（ジャイアント・バーナード & カール・アンダーソン）とIWGPタッグ王座次期挑戦者決定戦に挑むもアンダーソンからピンフォール負けを喫した。天山は試合後のコメントで、「これ以上（小島に）迷惑をかけられない」という理由からテンコジとしての活動を再休止した。その後、再び飯塚からの襲撃を受けるようになり、7月20日、NEW JAPAN SOUL最終戦にてチェーン・デスマッチで対戦。飯塚の首をチェーンで締め上げK.O.勝ちを収めた。
8月、G1公式戦消化中に古傷である首の状態が悪化し、同月14日に脊椎管狭窄症および右肩亜脱臼により無期限の欠場を発表。千葉県内の病院に入院し、9月24日に首の痛みの原因となる頸椎後縦靭帯骨化症の手術を受けた。10月2日に退院しリハビリに努めていた が、都内病院にてMRI検査を行った結果、右肩腱板断裂と診断され、右肩も改めて手術することになり再入院。11月4日より再退院し、引き続きリハビリと治療に専念し始めた。
2010年11月18日、天山は新木場1stRINGにて行われた若手選手中心の興行、NEVER.4を舞台に復帰戦を行いアントーニオ本多と対戦、最後はアナコンダバイスで本多からギブアップ勝ちを収めた。試合後のバックステージで天山は感極まって号泣し、大会終了後に改めてコメントを発表した。今後は全日本を退団し、フリーランスとして新日本に参戦している小島を標的に定めることを宣言した。12月11日、NEW JAPAN ALIVE大阪府立体育会館大会にて外道とシングルマッチで対戦。アナコンダバイスで勝利を収めたが、試合後に飯塚からスリーパーホールドを極められまたも因縁が再燃した。

#### 2011年
レッスルキングダムVにてDEEP SLEEP TO LOSEルールで飯塚と対戦。試合終盤にレフェリーのブラインドを突いた飯塚の反則攻撃を、実況席のゲスト解説を務めていた井上亘の咄嗟の加勢で逃れることに成功する。最後はアナコンダクロスで飯塚を失神に追い込み、勝利を収めた。
8月、2年ぶりにG1に出場。最終戦を待たずに予選落ちが確定するも、14日の公式最終戦にて対戦した小島の決勝進出の阻ませ、さらに小島に右目眼窩底骨折の重傷を負わせて欠場へと追い込み4勝5敗という戦績を残した。9月19日、右目の負傷から回復した小島が新日本所属選手として復帰することがアナウンスされ、その復帰戦の相手として指名を受ける。DESTRUCTION'11にて小島聡復帰戦と銘打たれた試合で小島と対戦するも、最後はラリアットでピンフォール負けを喫した。以降も小島と抗争を繰り広げ、POWER STRUGGLEにて小島と三度シングルマッチで対戦しムーンサルトプレスで勝利した。試合終了後にまたしても飯塚による襲撃を受けたが、状況を見かねた小島が救出に入り飯塚を排除した。天山はその後、リング上で小島と言葉を交わしあい握手はしなかったものの再結成への兆しを見せた。19日、小島の試合終了後に起きたCHAOSによる小島への執拗な袋叩きに耐え切れず救出に入る。返り討ちにした後、観衆からの「テンコジ」コールに圧される形で、小島と握手を交わした。27日、飯塚による襲撃を受ける中、救出に入った小島と共に飯塚を撃退する。その後、天山は小島からテンコジの今後について問いかけられ、遂にテンコジ再結成の意思を表した。12月4日、飯塚 & ヒデオ・サイトー組と対戦。テンコジカッターからアナコンダバイスを極めて飯塚からギブアップを奪い、テンコジ復帰戦を勝利で飾ると、試合後のコメントでIWGPタッグ王座への挑戦をアピールした。

#### 2012年
レッスルキングダムVIの舞台で小島と共にBAD INTENTIONSの保持するIWGPタッグ王座に挑戦。バーナードからムーンサルトプレスでピンフォール勝ちを収め、第58代王者組に戴冠。リマッチを申し入れてきたBAD INTENTIONS、高山善廣 & ランス・アーチャー組を相手にタッグ王座の防衛に成功していったが、2度目の防衛戦終了後に矢野 & 飯塚の襲撃に遭い、IWGPタッグ王座を強奪されたことで遺恨が芽生える。レスリングどんたく 2012にて矢野 & 飯塚組と対戦したが、小島が矢野からピンフォール負けを喫して王座から陥落した。その後DOMINION 6.16での対戦を経て、KIZUNA ROAD最終戦にて矢野 & 飯塚組と三度対戦を行い、最後は小島が飯塚からピンフォール勝ちを収め第60代王者組に返り咲き、抗争に終止符を打った。
下半期はタッグ王座を巡ってK.E.S.（ランス・アーチャー & デイビーボーイ・スミスJr.）を相手に抗争を展開した。KING OF PRO-WRESTLINGにてK.E.S.と対戦したが小島がスミスからピンフォール負けを喫して王座から陥落。POWER STRUGGLEにてK.E.S.と再び対戦したが、今度は自身がアーチャーからピンフォール負けを喫してしまった。

#### 2013年
レスリングどんたく 2013にてIWGPタッグ王座を保持するK.E.S.、挑戦者組のマッスルオーケストラ（中西学 & ストロングマン）、矢野 & 飯塚組を交えた4WAYマッチで対戦。最後は小島がストロングマンからピンフォール勝ちを収め、第62代王者組となった。
8月、G1に出場するも7日の仙台大会にて対戦した内藤哲也戦で肋骨を骨折してしまい、以降の大会を欠場した。KING OF PRO-WRESTLINGにて復帰戦を行い、渡辺高章とのタッグでK.E.S.と対戦したが敗戦。試合後にアーチャーからIWGPタッグ王座へ挑戦することをアピールされ、挑戦を受諾した。POWER STRUGGLEにて、IWGPタッグ王座 & NWA世界タッグチーム王座を賭けたダブルタイトルマッチでK.E.S.、アイアンゴッズ（ロブ・コンウェイ & ジャックス・ダン）と変則3WAYマッチで対戦するもIWGP王座から陥落し、さらにはNWA王座奪取はならなかった。同月23日、テンコジとしてWORLD TAG LEAGUE（以下「WTL」）に出場。決勝トーナメントに進出し、12月8日の準決勝戦でK.E.S.から勝利を収め、決勝戦でBULLET CLUB（カール・アンダーソン & ドク・ギャローズ）と対戦したがアンダーソンからピンフォール負けを喫し、準優勝に終わった。

#### 2014年
THE NEW BEGINNING in OSAKAにて、NWA世界タッグ王座ナンバーワン・コンテンダーマッチと銘打たれた試合に小島と共に出場し、ビッグダディ・ヤムヤム & マイケル・ターヴァー組と対戦。最後はターヴァーからアナコンダバイスでギブアップ勝ちを収め、挑戦権を獲得する。INVASION ATTACK 2014にて、NWA世界タッグ王座を保持するアイアンゴッズと対戦。ダンからピンフォール勝ちを収め、同王座に戴冠した。KING OF PRO-WRESTLINGにて、NWAタッグ王座5度目の防衛戦としてK.E.S.と対戦したが、パートナーの小島がアーチャーからピンフォール負けを喫し王座から陥落した。試合後に小島に詰め寄り仲間割れを起こして不穏な関係へと発展したが、後に和解を果たしWTLに出場。公式リーグ戦においてコンウェイから勝利を収めたことで、コンウェイの保持するNWA世界ヘビー級王座へ挑戦することを表明した。

#### 2015年
THE NEW BEGINNING in SENDAIにて、NWA世界ヘビー級王座を保持するコンウェイと対戦。最後はムーンサルトプレスでピンフォール勝ちを収め、同王座に戴冠した。
7月、NWA王者としてG1に出場。18日、天山は明治記念館にて行われたG1直前記者会見の場で自身に「もう終わってる」と発言した内藤に対して怒りを露わにしたコメントを発表、G1では最終戦を待たずして予選落ちが確定するも8月14日の公式リーグ最終戦で内藤からアナコンダマックスでギブアップ勝ちを収め、恨みを晴らした。
8月29日、ブランデッド・アウトロー・レスリング（NWA Branded Outlaw Wrestling、略称 : NWA BOW）が主催する興行に参戦し、NWA世界ヘビー級王座の防衛戦としてジャックス・ダンと対戦したが、ピンフォール負けを喫して王座から陥落した。

#### 2016年
THE NEW BEGINNING in OSAKAにて、小島と共に永田裕志 & 中西学組と対戦。小島が中西からピンフォール勝ちを収めた試合後、永田がマイクを手に取り、「俺たちの力はまだまだ衰えてない!!」とアピールすると小島、永田、中西らと手を取り合って決起を表明。同日、NEVER無差別級王座の防衛に成功した柴田勝頼から挑発されたことから、第三世代の一人として柴田との抗争に身を投じる。INVASION ATTACK 2016にて、柴田の保持するNEVER王座に挑戦したが敗戦した。
6月27日、KIZUNA ROAD 2016後楽園大会にて、G1出場メンバーに天山は自ら選出されなかった不満をアピールした。以後のシリーズでもG1出場のアピールをし続け、7月3日岩手大会にて小島から呼び込まれる形でリング上に登場した。小島は天山のG1にかける想いを汲み取り、「G1の出場枠を譲る」と宣言した。この発言に天山は戸惑いながらも最後は受諾し、後日公式サイトにて小島に代わってG1に出場することが決定した。13日、G1に向けての公開練習後のインタビューにて「最後の『G1』」と意気込み本戦へと臨んだ が、最終的には2勝7敗という戦績で幕を閉じた。

#### 2017年
3月6日、旗揚げ記念日にて、小島と共にIWGPタッグ王座を保持する矢野 & 石井組と対戦。小島が矢野からピンフォール勝ちを収め、同王座12度目の戴冠を果たした。

## 得意技

### フィニッシュ・ホールド

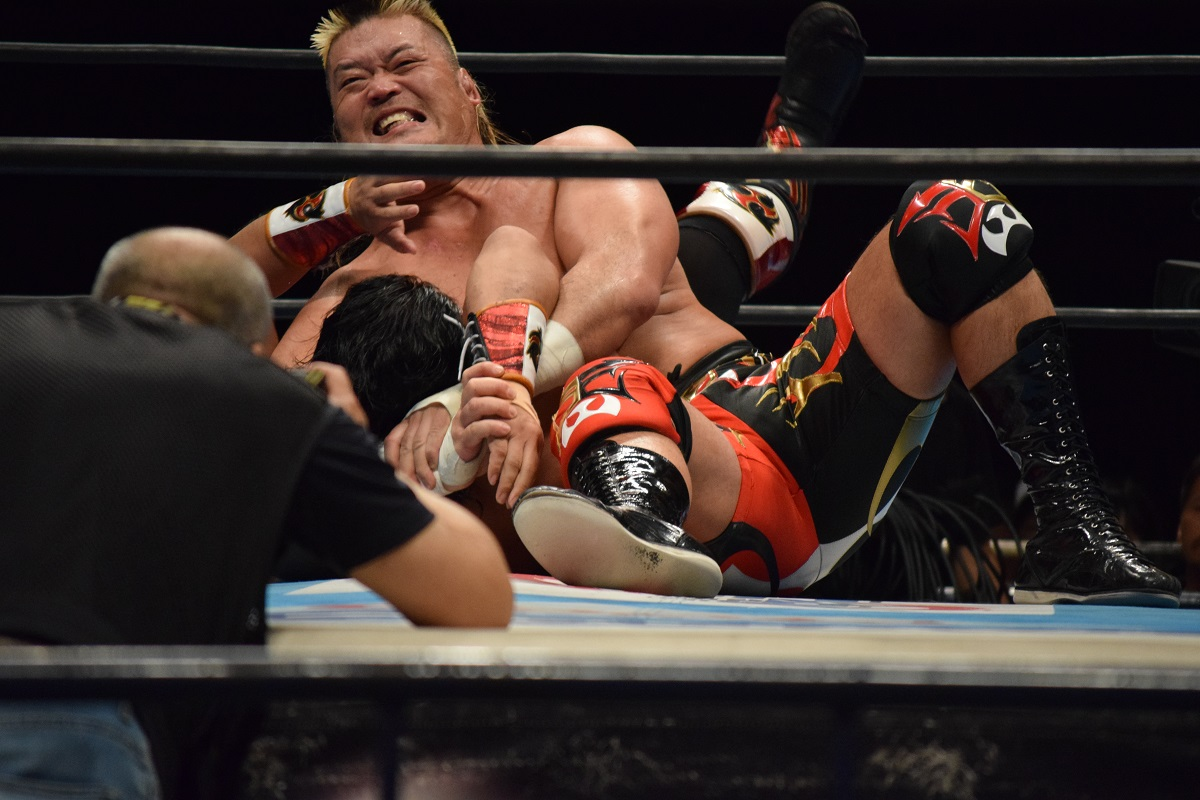
アナコンダ・バイス

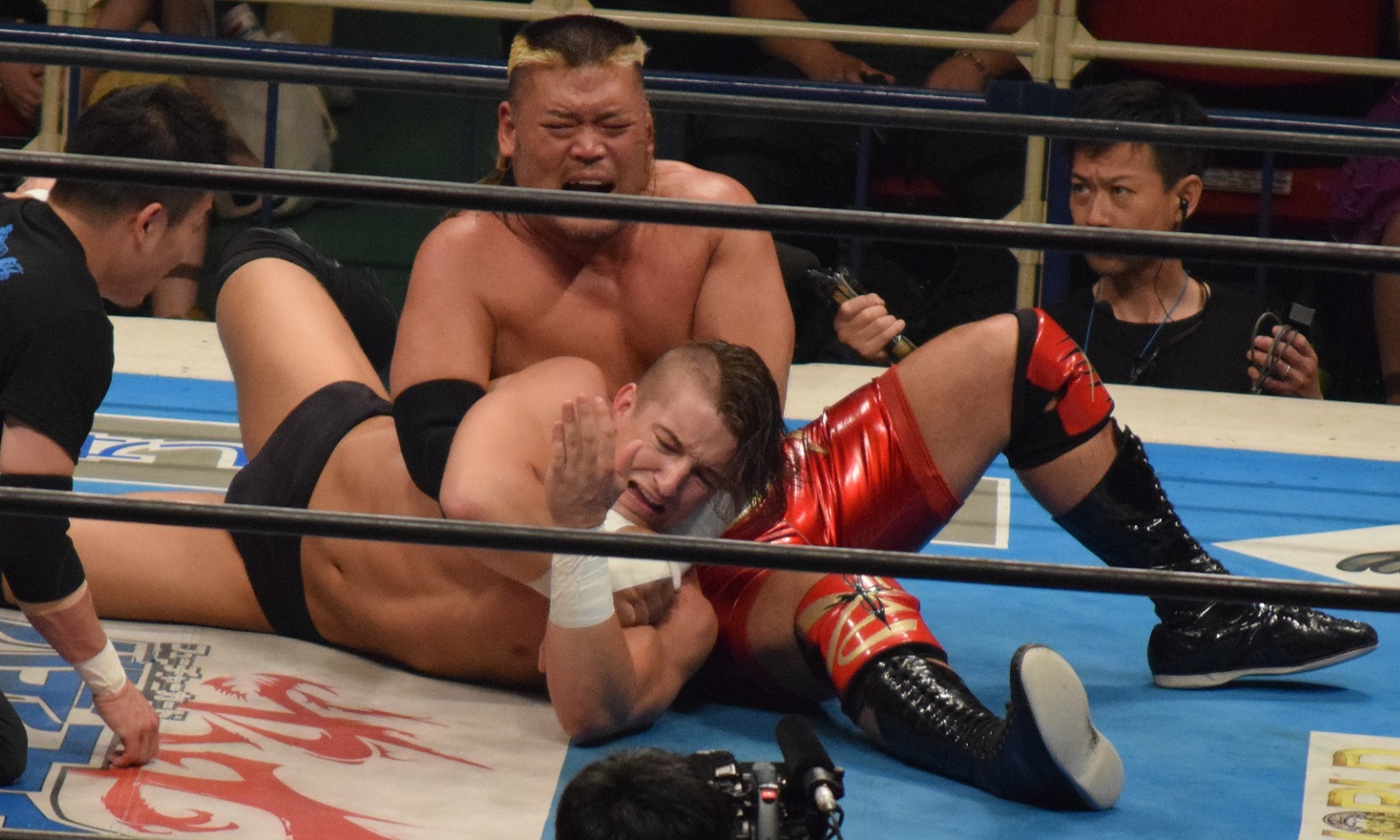
アナコンダ・マックス

TTD（テンザン・ツームストン・ドライバー）
天山の代表的なフィニッシュ・ホールドの一つで、変形ツームストン・パイルドライバー。ボディスラムの体勢で上下逆さまに抱え上げた相手の首に手を回し、膝をつきながらマットに着地し相手を脳天からマットに叩きつける。綺麗に決まると相手は首から垂直に落ちるが、通常のボディスラムの様に背中から先に落下する場合もあり、決め方や角度にかなりの差異が見られる。
オリジナルTTD（オリジナル・テンザン・ツームストン・ドライバー）
ボディスラムの体勢で上下逆さまに抱え上げた相手の首に手を回し、そのまま開脚ジャンプした自らの股の間に相手の脳天をマットに突き刺す。相手に怪我を負わせることが多かったため、前述の着座式に改良されて以降は、ビッグマッチといった舞台でごく稀に披露されることがある。
原型TTD（げんけい・テンザン・ツームストン・ドライバー）
TTDの原型は、抱え上げたときの体勢がボディスラムの体勢ではなく、ツームストン・パイルドライバーの体勢で相手を上下逆さまに抱え上げそのまま尻餅をつくようにして落とす。こちらも怪我人が続出したため現在では完全に封印している。
アナコンダ・バイス
V1アームロックと袈裟固めの複合技。
仰向けとなった相手の左サイドに腰を下ろし、相手の首に自分の右腕を巻きつけ、巻きつけた右手で相手の右手首を掴み取り、自分の左腕を輪形になった相手の右腕に通して自分の右手首をクラッチし、そのまま自分の体を反るようにして相手の頸部を締め上げる。2003年のカルガリー遠征中に大剛鉄之助と協力して開発した技であり、この技で凱旋帰国して間もなく開催されたG1 CLIMAXを制覇したことから、天山の代名詞的な技として昇華された。技名の由来は、アナコンダのように複雑に腕に絡み付き、万力（バイス）のように締め上げることからとっており、天山が師と仰ぐ大剛によって命名された。
アナコンダ・マックス
2014年7月21日のG1 CLIMAX公式戦、カール・アンダーソン戦で初披露。
コブラクラッチに捉えた相手を仰向けになるように倒し込み、相手の左サイドに移行し、両足を前方へと放り出しながら体重を後ろにかけて頸部を圧迫させる。
アナコンダ・クロス
アナコンダ・バイスの進化版。
相手の左腕を首に巻きつけるように右腕を交差させながら極める変型のアナコンダ・バイス。アナコンダ・バイスでタップを奪えない相手に極める進化形。上記アナコンダ・マックス習得してからは使用していない。
ムーンサルト・プレス（テンザン・プレス）
海外修行時に習得して以降、使用しているフィニッシュ・ホールドのひとつ。
1996年に武藤と負けた方が「ムーンサルト封印」という名目で対戦し敗北するも、一年程で再び使用し始め、「これはムーンサルトプレスではない、天山プレスだ」とコメントした。2002年9月6日、石川県産業展示館3号館大会の西村修戦で繰り出した際には、回転に失敗して頭からマットに落下し意識不明に陥ったが、一週間足らずで復帰を果たして再び試合で同技を繰り出し自身のタフネスぶりをアピールした。膝に負担が掛かることからいつしか使用されなくなり、事実上封印状態となっていたが自身のデビュー20周年記念興行にて数年ぶりに披露。再度フィニッシャーとして使用された。飯塚高史の引退試合で、飯塚を下した技でもある。

### 打撃技

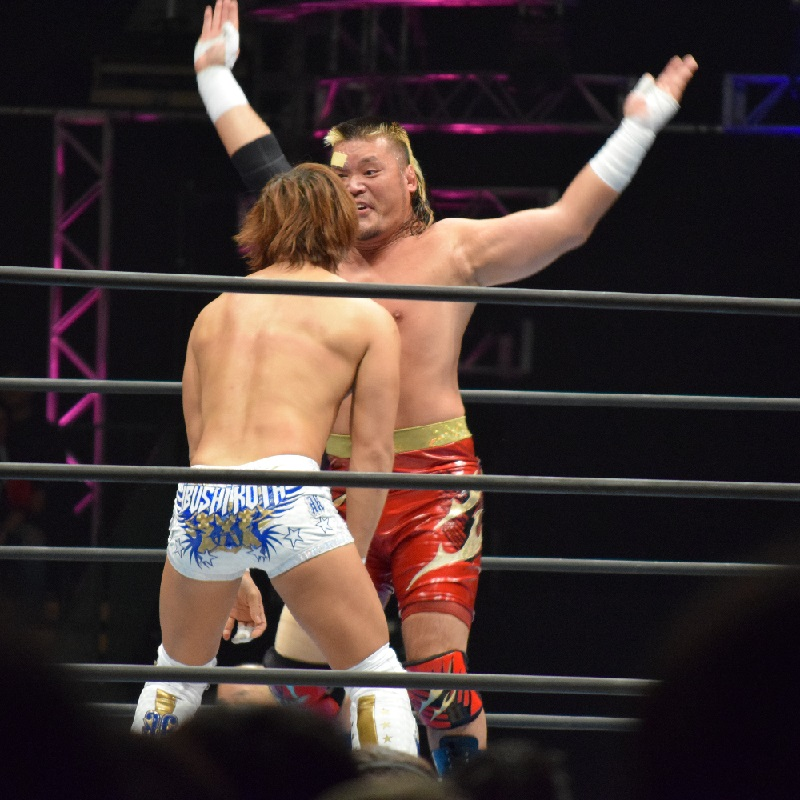
モンゴリアン・チョップ

真モンゴリアン・チョップ
独特の呼吸で放ち、使う際には会場内から「シュー」の唱和が飛び交うのが恒例となっている。初期は両手を大きく振り上げ相手の両肩に打ち降ろした後、自らの両腕を一回転させる独特のモーションだったが、後に改良され、自身の胸の前で両腕を一旦交差させて、バッテンを描くように斜めに振り下ろすようになった。のちに初期のようなフォームに戻り、自らの両腕を一回転させるモーションは見られなくなった。呼吸とモーションのみ見せ、チョップではなく相手の腹部にヘッドバットを見舞うフェイント技なども稀に見せる。稀にダイビング式で使用。寮で過去のキラー・カーンの試合映像を見ていた時、一緒に見ていた1年先輩の三澤威に持ち技にするよう勧められたのがきっかけである。
元々の技名は「モンゴリアン・チョップ」だったが、2021年1月30日に行われたグレート-O-カーンとの「敗者モンゴリアンチョップ封印マッチ」に敗れたため、封印。同年2月28日、我慢の限界により「真モンゴリアン・チョップ」として封印を解いた。
逆水平チョップ
天山チョップ
仰向けに倒れた相手の頭側で見得を切り、相手の喉元に手刀を振り下ろす技。チョップ・ドロップ。こちらも打ち降ろした後に自らの腕を一回転させる独特のモーションを行う。
エルボー
エルボー・スタンプ
バックエルボー
アナコンダ・フック
向かい合う相手の首元に放つ右フック。ルール上反則行為であるため決め手になることはない。
クローズライン
フライング・ニール・キック
主にロープへ振った相手に対して放つ、カウンター式を使う。稀にダイビング式で使用。
ヘッドバット
天山が使用する打撃技の中でも多用される技のひとつ。若手時代に橋本真也に促される形で額に爪楊枝を突き刺す芸も披露したことがある。頭が非常に硬いので威力が高く、「頭蓋骨が常人の2割増しで厚い」、「ダイヤモンドより硬い頭」などと評されることもあった。
ヘッドドロップ
助走を付けながら放っていく型を使用。主に小島聡のスリングショット・エルボー・ドロップを同時に決めるツープラトン技で見られる。
地獄突き
若手時代から時々使用している。
天山の場合モンゴリアン・チョップの動作を併用して使用する場合が多い。

### 投げ技
アナコンダ・スラム
アナコンダ・バイスの派生技のひとつ。
向かい合う相手をロック・ボトムの体勢で組み付き、持ち上げたのと同時に自分の体を前方へと放り出して、尻餅をつきながら着地して相手を背中からマットに叩きつける。そして、倒れこんだ相手に素早く組み付きアナコンダ・バイスへと移行する。
アナコンダ・バスター
アナコンダ・バイスの派生技のひとつ。
同技で極められた相手が抵抗して立ち上がろうとした際、腕を極めた状態の相手の身体を持ち上げて、自らは尻餅をつきながら倒れ込み、相手を後頭部から背中にかけてマットに叩きつける。ダウンを奪った直後に再びアナコンダ・バイスの体勢に入れる利点がある。
マウンテン・ボム
主にロープから戻ってきた相手に対するカウンター式を使用しており、相手を担ぎ上げてそのまま自身の上半身を預ける状態で後方へ倒れ込みながら相手をマットに叩きつける。近年では倒れる際に、相手を自分より更に後方へ投げ落とす（＝自身の体重が相手へ乗っていない）、通常のバックフリップと大差のない投げ方へと変化している。大一番では雪崩式を披露することもある。
大剛式バックドロップ（アナコンダ・スープレックス）
相手の片足をクラッチしながら抱え上げ、急角度に落としていく変形のバックドロップ。2003年のカルガリー遠征時において、アナコンダバイスと共に習得した技のひとつ。
ボディスラム
ムーンサルト・プレスの繋ぎ技として使用している。天山の場合通常式に加え、相手を横向きに抱えて落とす変形式を使用している。
シュミット式バックブリーカー
上記ボディスラム同様、ムーンサルトプレスの繋ぎ技として使用していたが、ボディスラムやTTDを繋ぎとされてから次第に使用されなくなった。
ブレーンバスター
相手の体を捕まえた状態から滞空させず低い弧で反り投げる低空式を使用。技を出す際には「オッシャ！オラ行くぞ！ブレーンバスター！」と大声で宣言する。

### 関節技、絞め技
アナコンダX
尻餅をついた相手の背後から右手で相手の左手首を掴み取り、相手の左腕をくの字に折り曲げながら頭上で固めて、空いていた自分の左腕を相手の首に巻きつけながら自分の右手にクラッチして締め上げ、自分の身体を右方向に捻って仰向けとなった相手の右サイドに移行し、両足を前方へと放り出しながら体重を後ろにかけて頸部を圧迫させる。アナコンダシリーズの中では一番使用頻度が低く、この一試合の披露のみで終わっている。
2011年8月7日のG1 CLIMAX公式戦、井上亘戦で初披露。
バッファロー・スリーパー・ホールド
変型の片羽絞め。
尻餅をついた状態の相手の背後から右腕を首に巻きつき、左脇で相手の左前腕部を抱え込みながら自分の両手をクラッチして締め上げる。胴締め式で使用する場合もある。
結婚以前、喧嘩で妻にスリーパーホールドを掛けられた際、髪を掴もうと手を差し出したとき、その腕ごと妻に固められてしまったのが開発のキッカケとなっている。
2000年代におけるフィニッシャーの一つとして使用されていたが、最近では全く見られなくなった。
変型バッファロー・スリーパー・ホールド
上記バッファロー・スリーパーの改良版。
尻餅をついた相手の背後から左手首を右手で掴み取り、相手の左腕をくの字に折り曲げながら相手の頭上に持っていき、空いた自らの左腕を相手の首に巻きつけながら締め上げる。こちらものちに見られなくなった。
猛牛足卍固め（レッグオクトパス / バッファロークラッチ）
変形の足4の字固め。仰向けに倒れた相手の右サイドを陣取り、相手の腿の間に自らの左足を置きながら相手の両足を足4の字固めの体勢で極めながらマットに倒れ込み、最後に身体を横方向に回転しながら相手の右足をアキレス腱固めで極める。
マウンテン・クロス
相手の足を交差させてから抱え込んで極める逆エビ固め。
抱え込み式逆エビ固め
ヤングライオン時代の得意技。
仰向けとなった相手の両腿を抱え込み、相手の身体を跨ぐようにステップオーバーしながら極める。
足極め脇固め
リバース・インディアン・デスロックのように相手の足に自身の片足を入れながら交差させ、ブリッジせずそのまま後方へ倒れこみ片腕を極める技。ヤングライオン時代に使用していた。田中ケロ曰くプロレス漫画『闘翔ボーイ』のシャチ固めらしく、使用者がおらず「誰かやらないかなと思ってたら、山本（当時の名）がやった技」だという。

### 飛び技
ダイビング・ヘッドバット
凱旋帰国後に使用したフィニッシャー。
それぞれトップロープとセカンドロープに両足を置き、観衆に見得を切ってから放たれるムーブが特徴であり、のちに繋ぎ技として使用している。1997年の橋本との試合で同技を仕掛けようと飛び上がったところ、リングシューズがロープに絡まり宙吊り状態となるハプニングが発生し、試合が一時中断してしまう事態に見舞われたことがある。
カーフ・ブランディング
トップコーナーに登りコーナーにもたれ掛かっている状態の相手の頭部を両手で掴み、片膝を相手の首元に押し当てながら飛び上がって、相手を顔面からマットに叩き付ける。
ムーンサルトアタック
リング内や場外にいる相手に対して放つ事がある。

### 連携技
蝶野正洋
CTC（Chono Tenzan Crush）
蝶野のシャイニングケンカキックと天山のラリアットで相手を挟み撃ちにする技。
蝶天魚雷
2人で行うダイビングショルダータックル。
中邑真輔
天中殺（てんちゅうさつ）
天山がマウンテンボムの体勢で抱え上げ、中邑がコーナーから飛びつき式DDT（ディープインパクト）の形でマットへ突き刺す。

## 入場テーマ曲
- RED HURRICANE（炎達）
- テンザン ~時空~（五島一） - 現在[いつ?]使用中
- nWo TENZAN（五島一）
- OUTBURST（五島一）※1995年1月4日東京ドーム凱旋帰国時に使用。
- ギャラクシー・エクスプレス - 歴代NWA世界ヘビー級王者のメインテーマ。2015年4月29日NWA世界ヘビー級選手権試合で使用。

## タイトル歴
新日本プロレス

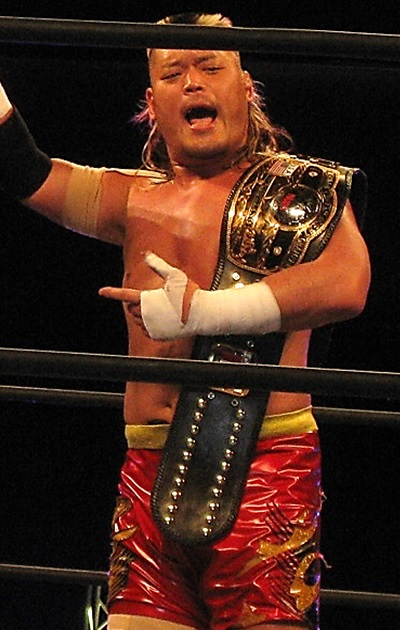
NWA世界ヘビー級王座を肩に掲げる天山

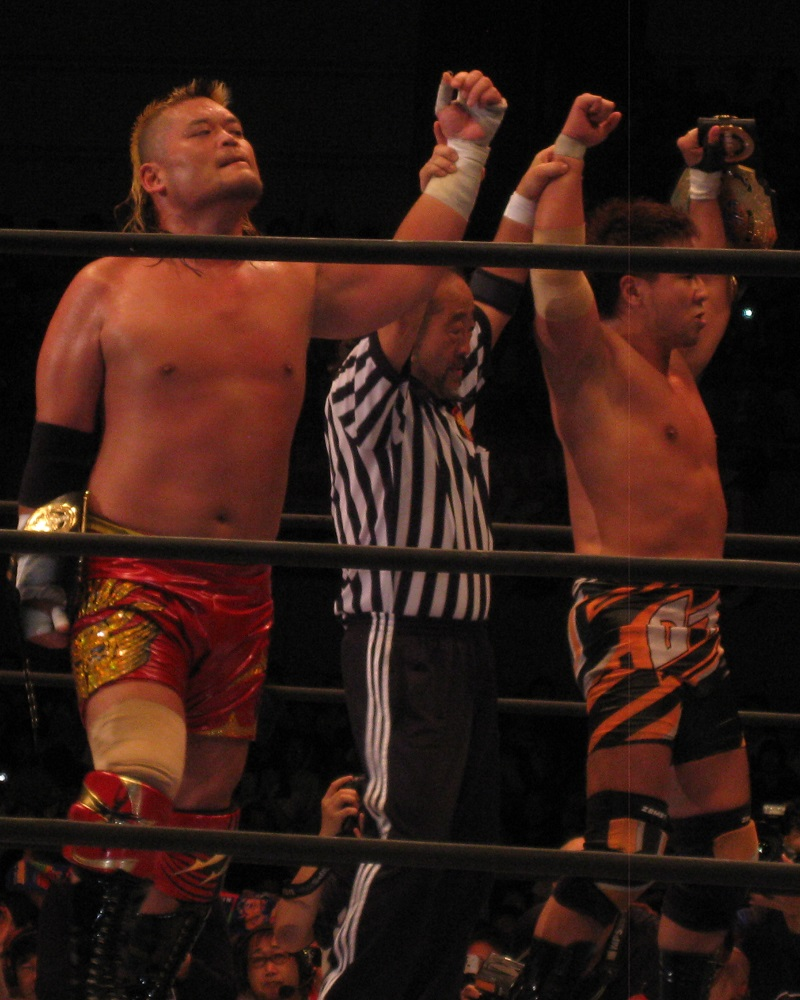
NWA世界タッグ王座を掲げる天山（左）と小島聡（右）

- IWGPヘビー級王座 : 4回（第33、35、40、42代）
- IWGPタッグ王座 : 12回（第25、28、34、36、40、43、45、48、58、60、62、74代）

パートナーは蝶野正洋×3回→小島聡×2回→蝶野→西村修→蝶野→小島×4回。
最多戴冠記録保持者、最多通算防衛記錄保持者。
- ヤングライオン杯優勝 : 1回（1993年）
- G1 CLIMAX優勝 : 3回（2003年、2004年、2006年）
- SG TAG LEAGUE優勝 : 1回（1995年）

パートナーは蝶野。
- G1 TAG LEAGUE優勝 : 3回（2001年、2003年、2008年）

パートナーは小島→西村→小島。
全日本プロレス
- 世界最強タッグ決定リーグ戦優勝 : 2回（2006年、2008年）

パートナーは小島。
NWA
- NWA世界ヘビー級王座 : 1回（第127代）
- NWA世界タッグ王座 : 1回（第75代）

パートナーは小島。
CWA
- CWA世界ジュニアヘビー級王座 : 2回

プロレス大賞
- 最優秀タッグ賞 : 3回（1995年、1996年、2000年）

パートナーは蝶野→蝶野 & ヒロ斎藤→小島。
- 敢闘賞 : 1回（2004年）

## 人物
タレントとしては2011年12月から2015年12月までマセキ芸能社に所属していた（業務提携）。キャラクターの強さはもとより、下記の趣味からテレビ出演も多い。

### パチンコ
天山はパチンコ好きでも有名で、その面でのメディア露出も多い。土山しげる作のパチンコ漫画『パチンコファイター猛牛天山!!』で原作を担当していた（2002年に単行本化）。スポーツ報知でも2011年9月までパチンコのコラム「天山の激録!!玉取ったる」を月1回連載していた（ただし、怪我の治療のため、2009年10月から2010年3月にかけてはタイガーマスクが代わりに担当していた）。テレビでも『銀玉王 リーチボーイズが行く!』（テレビ神奈川・テレビ埼玉・千葉テレビ）に準レギュラー出演していたほか、ゲストとしてパチンコ・パチスロ番組へ出演することも多い。
2010年に発売されたパチンコ機『CR江戸の始末屋〜最強新日烈伝』（平和）では、蝶野・棚橋・中西学と共に「始末屋」の一人として液晶演出に登場している。
新日本プロレスのマットにパチンコメーカーの広告が出されているため、一時は自分の試合中にそれが目に入り思わずパチンコのことを考えてしまうほどだった（『銀玉王』出演時の発言より）。2010年の復帰後はプライベートでのパチンコを「家庭の事情」で禁止されているほか、2012年1月には年始の抱負として「パチンコ引退」を表明するなど、一時パチンコから距離を置いていた。しかし2014年にパチンコ漫画誌へのコメントとして「これからもパチンコを打ち続けるぞぉー!!」とパチンコ復活宣言をするなど、引き続きパチンコと関わっている。

### 妖怪ウォッチ
2014年にはフジテレビのバラエティ番組『アウト×デラックス』に「妖怪メダルに翻弄される男」として出演したことがある。妖怪ウォッチの愛好者として『おはスタ』 や『アニマゲー』など関連テーマの番組に相次いで出演した。また、同年に新日本プロレスのYoutubeチャンネルでもようかい体操第一を踊る動画がアップされた。
ゲームでは『龍が如く6 命の詩。』（2016年12月8日、セガ） - JUSTIS六狂人・天山広吉 役 として出演した。

### その他
- 若手時代、しょっちゅう獣神サンダー・ライガーや橋本真也の悪ふざけの被害に遭っていた。爪楊枝を額に突き刺す芸をやらされたり、エアガンで撃ち殺した雀の肉を食べさせられたりとそうしたエピソードも豊富にある。
- 練習生時代、夜逃げを決意し西村修らと涙で別れの握手を交わすが、その後爆睡してしまい実行には至らなかった。
- 若手時代のエピソードとして、道場の食堂でラーメンを食べていた先輩の橋本真也から「レンゲ持ってこい！」と言われ、「レンゲソウ」と勘違いし、野菜室を物色して「草っぽいもの」を探していた、という実話がある[87]。
- 強面にみえるがその人柄の良さに惹かれるものも多い。テレビ朝日の『激レアさんを連れてきた。』には「本当はめちゃくちゃ優しくて良い人なのに無理して極悪レスラーをしていた天山広吉」として出演。プロレス界随一のいい人レスラーということがファンの中では周知の事実となっていると紹介された。

## その他出演

### 映画
- 監督・ばんざい!（2007年6月2日）
- 探偵はBARにいる3（2017年12月1日）
- 家出レスラー（2024年5月17日）[88]

### バラエティ
- ダウンタウンDX （読売テレビ、2015年7月23日 - 真壁刀義と出演）
- 全力!脱力タイムズ（2020年8月7日、フジテレビ）- ぺこぱ 役[89]
- 千鳥のクセがスゴいネタGP（フジテレビ）2020年10月から定期出演
- 激レアさんを連れてきた。（2025年4月28日、テレビ朝日）- 『最も無理して極悪レスラーをやっていた人』

### ドラマ
- 世にも奇妙な物語（1991年5月30日）「覆面」 - 若手プロレスラー 役
- 逮捕しちゃうぞ 第1話（2002年10月17日、テレビ朝日）
- 三匹のおっさんスペシャル（2018年1月2日、テレビ東京） - 木村 役

### ラジオ
- ジカロpresents マッスルRADIO（2019年4月7日 - 、ニッポン放送） - レギュラーパーソナリティ[90]

### CM
- アプリゲーム『Fight League（ファイトリーグ）』（2017年6月、ミクシィ・XFLAG スタジオ）[91][92]– タッグプレイ・小島聡＆天山広吉編

### ゲーム
- 龍が如く6 命の詩　-　天山広吉

### 雑誌
- 別冊マーガレット（2019年11月号）[93]